# كينيث واد
كينيث واد (بالإنجليزية: Kenneth Wade)‏ (من مواليد 1932– تُوفي عام 2014) وكان كيميائياً حاصل على زمالة الجمعية الملكية، وأستاذ فخري في جامعة درم.

## النشأة وتعليمه
ولد كينيث واد في مدينة سليفورد في 13 أكتوبر عام 1932، وهو الابن الثاني لهاري كيننجتون واد وزوجته آنا إليزابيث واد. تلقى تعليمه في مدرسة كاريه النحوية، وتخرج من جامعة نوتنغهام (1954-1957) ومن جامعة كورنيل.

## عمله
عمل واد محاضرًا في جامعة دورهام في عام 1961، بعد أن أمضى عامين بعد حصوله على درجة الدكتوراه في جامعة كامبريدج وسنتين إضافيتين حاضر فيهما على التوالي في جامعة كورنيل وجامعة داربي للتكنولوجيا. في عام 1971، تم تعيينه محاضرًا في جامعة درم وتم ترقيته في عام 1977. بين عامي 1983 و1998، كان أستاذًا للكيمياء في الجامعة وعمل بين عامي 1986 و1989 رئيسًا لقسم الكيمياء.
قام واد بإنشاء العديد من القواعد في الكيمياء وأسماها «قواعد واد»، والمعروفة أيضاً بنظرية زوج الإلكترون العظمي متعدد السطوح وهي مجموعة من قواعد عد الإلكترون للتنبؤ بأشكال تجمعات بوران (مركب كيميائي).

## جوائز
- 1982: جائزة المجموعة الرئيسية، الجمعية الملكية للكيمياء.[3]
- 1999: جائزة تيلدن، الجمعية الملكية للكيمياء.
- 1989: زميل في الجمعية الملكية.[3]
- 1999: جائزة لودفيغ موند، الجمعية الملكية للكيمياء.
- 2012: وسام المستشار من جامعة درم.[3]

## وصلات خارجية
- "Collection of articles dedicated to Professor Ken Wade, F.R.S. in celebration of his seventy-fifth birthday", Dalton Transactions, 3 April 2008